# Пестов, Святослав
Святослав «Слава» Пестов (родился 3 марта 1984) — создатель языка программирования Factor и популярного редактора для программистов jEdit (работу над последним он начал в 14 лет).

## Детство и учёба
Пестов родился в городе Томске. Десять лет он прожил в Новой Зеландии, затем переехал в австралийский город Канберра.
Для получения высшего образования он приехал в Оттаву (провинция Онтарио). Окончив Университет Оттавы, Пестов получил степень MSc в области математики. Сейчас он проживает в Миннеаполисе, штат Миннесота.

## Карьера программиста
Изучение программирования для Пестова началось ещё в детстве, на домашнем Apple Macintosh со среды визуального программирования HyperCard. Затем он познакомился с Java и начал писать расширяемый редактор для программистов jEdit, образцом для которого послужил Emacs. Редактор приобрёл определённую популярность. В 2005 Слава потерял интерес к проекту, который продолжает развиваться сообществом.
В 2003—2010 гг. активно работает над языком программирования Factor. Проект, начатый на Java как встраиваемый скриптовый язык для компьютерной игры (которая так и не была закончена) под влиянием языков Lisp и Forth (второй — в основным в опосредованном виде, через экспериментальный конкатенативный язык Joy)
язык вырос в самостоятельный кроссплатформенный универсальный динамический язык, с оригинальной виртуальной машиной, написанной на C++, ориентированный на практическое применение, хотя и не слишком известный за пределами достаточно небольшого сообщества.
Трудовую карьеру начал в Google, в настоящее время работает в Apple в качестве одного из разработчиков языка программирования Swift.